# Skridskoolyckan vid Askö
Asköhändelsen inträffade den 15 februari 2003 och var ett olyckstillbud inom organiserad långfärdsskridskoåkning där 36 skridskoåkare hamnade på isflak vid Askö utanför Södermanlands kust. Åkarna blev undsatta av sjöräddningen, och ingen blev allvarligt skadad.

## Händelseförlopp
Natten mellan den 14 och 15 februari blåste det kraftiga vindar på Ålands hav, medan vädret på dagen den 15 var soligt och relativt lugnt.
Den 15 februari befann sig sammanlagt knappt 500 långfärdsskridskoåkare i området på och kring Yttre Hållsfjärden nära Askö. Huvudsakligen var det organiserade skridskoåkare som dominerades av Stockholms Skridskoseglarklubb, SSSK. Av vindarna natten före hade vågor genererats som nu rullade in över Yttre Hållsfjärden och det var kraftiga vågrörelser på isen, så kallad  svinga. Vid 12-tiden började ett accelererat förlopp där isen sprack upp i flak. Vid denna tid befann sig omkring 200 skridskoåkare på eller alldeles nära riskområdet.
Många skridskoåkare fick oorganiserat fly för att försöka hitta fast is eller komma iland. Delar av två grupper från SSSK klarade inte detta utan man fick ringa 112. Ett räddningsarbete inleddes där en svävare, en lotsbåt och två helikoptrar räddade 36 personer under cirka 2 timmar.